# Dolno Izvorovo
Dolno Izvorovo (bulgariska: Долно Изворово) är ett distrikt i Bulgarien.   Det ligger i kommunen Obsjtina Kazanlăk och regionen Stara Zagora, i den centrala delen av landet, 170 km öster om huvudstaden Sofia.